# Đặng Trần Thức
Đặng Trần Thức (22 tháng 10 năm 1943 – 3 tháng 1 năm 2019) là một đạo diễn điện ảnh người Mỹ gốc Việt.

## Lịch sử
Đặng Trần Thức sinh năm 1943 tại Hà Nội, bấy giờ thuộc Bắc Kỳ Liên bang Đông Dương. Ông là em bà Đặng Tuyết Mai (sinh năm 1941) mà ngày sau là đệ nhị phu nhân Việt Nam Cộng hòa.
Thuở trẻ, Đặng Trần Thức được gia đình đưa sang Pháp du học ngành điện ảnh và tốt nghiệp thủ khoa với bằng đạo diễn. Ngay sau đó, ông hồi hương và hợp tác với hãng Giao Chỉ Films thực hiện cuốn Hè muộn. Bộ phim xuất xưởng đúng lúc điện ảnh Việt Nam Cộng hòa đang suy thoái trầm trọng vì thiếu định hướng và mau chóng được giải vàng Đại hội Điện ảnh V (1974) rồi chiếu khai mạc tại rạp Rex. Hè muộn có sự hiện diện của nhiều nhân vật ăn khách nhất làng điện ảnh đương thời là Kiều Chinh, Đoàn Châu Mậu, Nguyễn Năng Tế, Ôn Văn Tài... cùng nhà quay phim lừng danh Trần Đình Mưu. Với cốt truyện dựa theo một cuốn tiểu thuyết tình cảm Thụy Sĩ, mặc dù được đánh giá cao từ diễn xuất, cảnh trí, bố cục, âm thanh đến hình ảnh, nhưng sau khi xem chiếu phúc khảo, hầu hết khán giả nói rằng "không hiểu gì cả". Rốt cuộc, bộ phim phải nhượng bộ với rạp Rex với lợi nhuận 3/7 để được chiếu dịp Tết Nguyên Đán, sau đó hầu như không ai nhắc đến nữa.
Sau biến cố 30 tháng 04 năm 1975, Đặng Trần Thức di cư sang Mỹ và tiếp tục tham gia các hoạt động điện ảnh. Năm 1991, hai cuốn video Như em đã yêu anh và Mặt trời bên kia mùa hạ mà ông quay đã góp phần gây dựng thanh danh nữ ca sĩ Ngọc Lan.
Đặng Trần Thức qua đời ngày 03 tháng 01 năm 2019.

## Tác phẩm

### Điện ảnh
- Hè muộn

### Băng đĩa
- Như em đã yêu anh
- Mặt trời bên kia mùa hạ